# Светлый ястреб
Светлый ястреб (лат. Tachyspiza novaehollandiae) — хищная птица семейства ястребиных, распространённая в лесах на севере и востоке Австралии.

## Описание
Светлый ястреб — это типичный представитель рода Accipiter с относительно короткими, круглыми крыльями, длинным хвостом и относительно длинными ногами. Длина светлого ястреба достигает от 44 до 55 см, размах крыльев составляет от 72 до 101 см. Вид имеет очень выраженный реверсивный половой диморфизм, самцы достигают только 65 % роста самок.
Светлый ястреб имеет серую и сильно выделяющуюся белую морфы. Оперение серой морфы на голове, спине и верхней стороне крыльев от сине-серого до голубовато-серого цвета, на всей нижней стороне белого цвета, только на груди имеются тонкие, тёмные поперечные полосы. Ноги также белые. Белая морфа полностью белого цвета. Оба цветовых варианта имеют глаза от красновато-оранжевого до тёмно-красного цвета и жёлтые ноги и лапы.
У молодых птиц серой морфы коричневая радужная оболочка, коричневатый затылок, несколько более грубые полосы на груди и верхней стороне хвоста. Молодых птиц белой морфы можно отличить от старых птиц только по коричневой радужной оболочке.
Призывы токования и обозначения территории светлого ястреба звучат как серия назальных, резких свистов «кувит-кувит» или «клууии-клууии»..

## Распространение
Светлый ястреб обитает в лесах, влажных джунглях, на реках и лесных опушках в северных, северо-восточных, восточных и юго-восточных прибрежных областях Австралии, они встречаются также в Тасмании.

## Классификация
Видовой статус этого вида и количество подвидов долго оспаривались, сегодня больше не признаются никакие подвиды. Раньше подвидами светлого ястреба рассматривали A. n. leucosomus и A. n. griseogularis, сегодня их выделяют чаще как собственные виды (соответственно A. leucosomus и A. griseogularis).

## Питание
В спектре питания доминируют от мелких до средней величины птиц, прежде всего голубиные, какаду, попугае- и курообразные. Наряду с этим используются также мелкие млекопитающие, змеи, ящерицы, лягушки, большие насекомые и очень редко также крабы и падаль. Добыча бьётся в быстром полёте на коротких дистанциях из спрятанной засады на земле или на деревьях. Самки бьют более крупную добычу чем меньшие по размеру самцы.

## Размножение
Светлые ястребы живут на участке в моногамном продолжительном браке. Периоды гнездования сильно различаются территориально. Так на юго-востоке Австралии светлые ястребы гнездятся с сентября по февраль, на севере с мая по ноябрь/декабрь. Относительно маленькое гнездо в диаметре примерно 50—60 см и высотой примерно 35 см. Оно строится на высоте от 9 до 35 м самкой и самцом из веток и веточек и озеленяется листьями. Устройство гнезда происходит на боковой ветви или в центральной развилине ствола, предпочтительнее на эвкалиптах. Строительство гнёзда пара ведёт от 6 до 8 недель, гнездо используется преимущественно многооднократно.
Самка откладывает от 2 до 4 яиц от белого до синеватого или зеленоватого цвета с крапинами от красного до коричнево-лилового цвета. Яйца в течение 31—34 дней высиживает только самка. Самец приносит корм птенцам и самке, однако, птенцов кормит только самка. Примерно через 3 недели после появления на свет птенцов самка участвует в поисках корма. Примерно через 6 недель молодые птицы становятся самостоятельными, о них заботятся затем ещё 5—6 недель.

## Угрозы
Нет точных данных о численности вида во всём мире, МСОП даёт грубую оценку в 10—100 тыс. особей. Несмотря на региональные сокращения популяции МСОП классифицирует вид в целом как не находящийся под угрозой.